# Ложа (зброя)

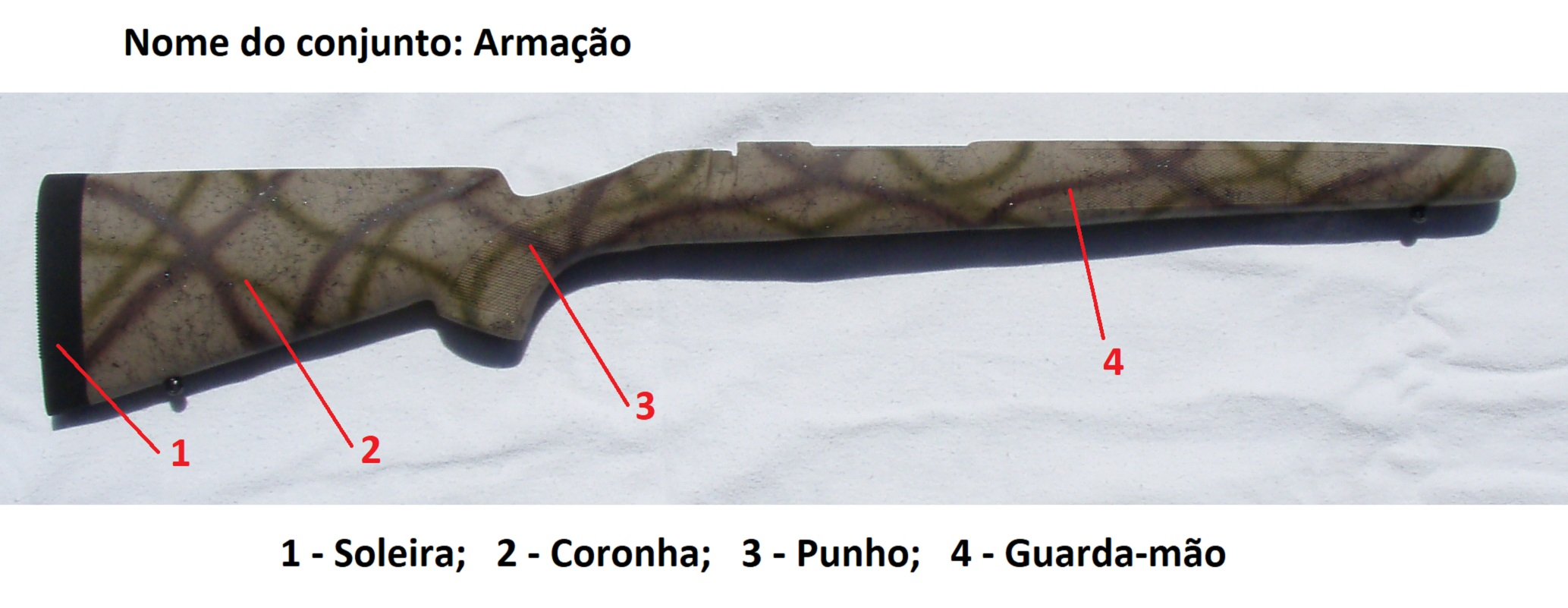
Елементи ложа: 1 — потиличник, 2 — приклад, 3 — шийка приклада, 4 — цівка

Ло́жа, також лож, ло́же (за походженням це слово пов'язане з «лежати»), заст. оса́да — частина деяких видів ручної вогнепальної зброї (гвинтівки, автомата, карабіна, мисливської рушниці тощо), яка слугує для з'єднання окремих її деталей і зручності дії під час стрільби та в рукопашному бою.
Ложа з'явилася разом з появою ручної вогнепальної зброї (ручниць, кулеврин) у XV столітті як аналог станка в гармати й являла собою дерев'яну колодку, до якої кільцями або скобами кріпився ствол. Задовго доти ложі існували в арбалетів (у деяких мовах щодо лож рушниці й арбалета вживаються різні терміни).

## Ложа на сучасній зброї
Ложа, як правило, складається зі двох частин: приклада й цівки. Зазвичай виготовляється із дерева, але ложі роблять і з інших матеріалів (пластику, металу). Ложі бувають цільними і роздільними.
- Цільна ложа — цівка та приклад зроблені одною деталлю (дерев'яні — із цільного шматка дерева). Такі ложі мають гвинтівка Мосіна, АВС-36
- Роздільна ложа — цівка та приклад складаються із різних деталей і можуть навіть не примикати один до одного. Такі ложі мають АК-47, ППД-40, зброя з переламним затвором.

На зброї з рухомою цівкою (помпові рушниці) частиною ложі є тільки приклад.